# Tartelette

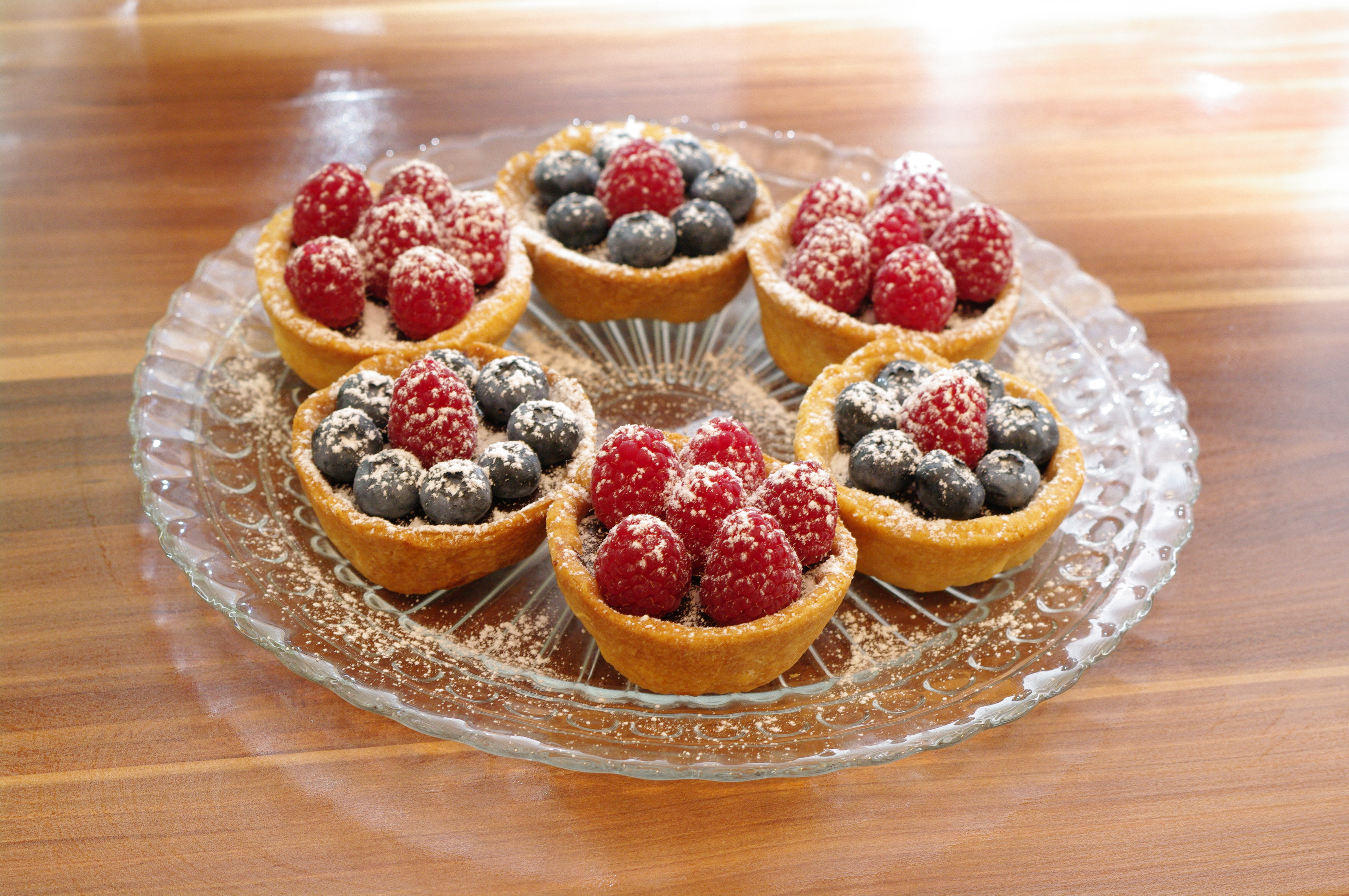
Schokoladen-Tartelettes mit Heidelbeeren und Himbeeren

Tartelettes oder eingedeutscht Tarteletten sind kleine Mürbeteig-Tortenböden, die häufig für kleine Fruchtkuchen verwendet werden. Sie können gut trocken gelagert werden. Oft werden sie neben Früchten mit einer Schicht Pudding befüllt. Für herzhafte Füllungen gibt es die Krustaden.
In Frankreich bieten Pâtisserien oft auch Tartelettes mit Zitronen-, Flan- oder Schokoladenfüllung an, während in Deutschland meistens nur Tartelettes mit Obst (und Pudding) erhältlich sind. In der dänischen Küche sind herzhafte Tartelettes mit Füllungen aus Fleisch und Gemüse (z. B. Hähnchen und Spargel) verbreitet.

## Zum Begriff
Tartelette (frz. tartelette) ist eine Verkleinerungsform des französischen Wortes tarte. Eine Tarte ist meist ein größerer Fruchtkuchen, oft mit neutralem (also weder süßem noch salzigem) Boden. Dieser Boden besteht aus einer Art Mürbeteig. Er ist sehr bröselig, da er fast nur aus Mehl und Fett besteht; wird zu viel Wasser zugegeben, wird der Teig hart.
Daneben existieren mit gleicher Bedeutung die Wortbildungen die Tortelette und das Tortelett, abgeleitet vom deutschen Wort Torte. Sie sind insofern irreführend, als Torten in Deutschland oft aus Biskuitteig, Früchten und Sahnecreme bestehen, also eher luftig sind, während Tartelettes trocken und härter sind.

## Herstellung

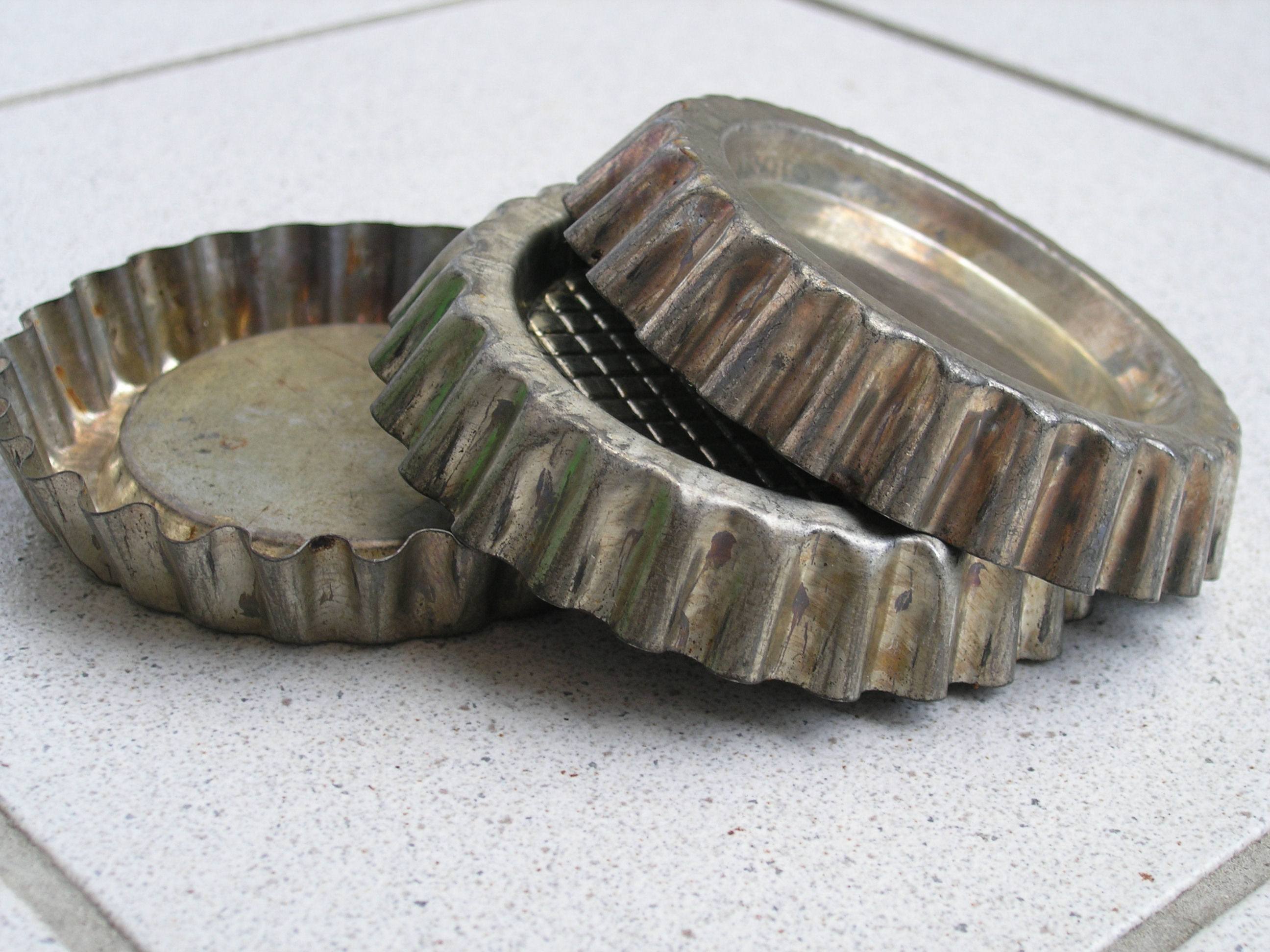
Drei Tartelette-Förmchen aus Aluminium

Tartelettes werden in speziellen Tartelette-Formen hergestellt oder fertig gekauft.
Um selber Tartelettes herzustellen, macht man zuerst einen Mürbeteig. Dieser wird in Frankreich entweder pâte sucrée oder pâte brisée genannt.
Man legt ihn über die Tartelette-Form, drückt ihn leicht hinein und rollt dann mit einem Nudelholz über die Form, um die Kanten sauber abzuschneiden.
Hat der Teig die richtige Form, so wird er gebacken: entweder direkt im Ofen oder mit Erbsen (Reis, Bohnen, Kichererbsen) befüllt, damit er nicht zu sehr aufgeht. Dies nennt man blindbacken.
Manchmal wird der Boden auch noch mit einer dünnen Schicht Mandelcreme bestrichen, bevor er gebacken wird (pâte d’amandes), oder die Form wird vor dem Backen mit Mandelblättern ausgestreut.
Nach dem Auskühlen können die Tartelettes entweder sofort verarbeitet oder für die Vorratshaltung verpackt werden.